# Beta Gruis
Beta Gruis (β Gruis) ist ein Stern in der Konstellation Kranich. Er hat eine scheinbare Helligkeit von 2,1 mag und gehört der Spektralklasse M5 III an, womit er zu den 100 hellsten Sternen am Nachthimmel gehört.
Der Stern wurde am 5. September 2017 von der IAU auf den Namen Tiaki benannt.